# 牟国故城遗址
牟国故城遗址，位于山东省济南市钢城区辛庄镇赵泉村，1992年6月12日公布为山东省文物保护单位，2013年3月5日公布为第七批全国重点文物保护单位。